# يحيى بن عمر بن يوسف الكناني
أبو زكرياء يحي بن عمر بن يوسف بن عامر الكناني الأندلسي 223-289 هـ (837-901)م. ولد بالأندلس في قومه من قبيلة بني كنانة سنة 223/837 وقضى بها طفولته. ثم ارتحل إلى إفريقية في شبابه ودخل مدينة سوسة وأقام بها. وذهب إلى المشرق لتأدية مناسك الحج ثم عاد إلى سوسة واستوطن بها إلى أن توفي ودُفن بها، ومقامه معروف إلى اليوم ويحظى بالعناية والترميم من قبل الدولة التونسية. ومن بين شيوخه من أهل إفريقية ومن المشرق الإمام سحنون وبه تفقه وابن أبي زكرياء الحضرمي وابن بكير وحرملة والحارث بن مسكين والبرقي والدمياطي وأبي مصعب الزهري وابن محاسب وأصبغ بن الفرج.
اشتغل بالتدريس وعرف بالعلم والزهد وسمع منه كثيرون منهم أبو العرب وأبو العباس الذبياني وابن اللباد. كان غزير الإنتاج ووضع نحو الأربعين مصنفا في الفقه وأصوله وفي التوحيد والتاريخ وغيرها من العلوم ومنها:
- -كتاب فضائل المنستير. وهو في تاريخ المنستير وفضائلها.
- -كتاب أحكام السوق. وقد حققه ونشره الباحث حسن حسني عبد الوهاب ويعد أقدم كتاب مستقل في الحسبة ويوجد له موجز في كتاب المعيار للونشريسي المتوفى سنة 914/1508. ويحتوي الكتاب على اختصاره على معطيات تخص الحياة الاقتصادية والاجتماعية لإفريقية في عهده.
- -كتاب في أصول السنن.
- -كتاب الصراط.
- -كتاب الميزان.
- -كتاب النظر إلى الله عز وجل.
- -كتاب الرد على الشافعي.

توفي يحي بن عمر بمدينة سوسة ودفن بها سنة 289/901.